# 達維恩·米契爾
達維恩·德蒙特·厄爾·米契爾（英語：Davion De'Monte Earl Mitchell，1998年9月5日—）為美國職業籃球運動員，場上主打控球後衛位置，現效力於NBA迈阿密热火。大學就讀貝勒大學效力於貝勒熊籃球隊，在2021年NBA選秀中以首輪第9顺位被沙加緬度國王选中。

## 高中生涯
米契爾高中就讀位於喬治亞州海恩斯維爾的自由縣高中。高三賽季場均獲得24.2分、7.1助攻、2.9抄截，並帶領球隊獲得4A級州冠軍，並且被薩凡納晨報提名為年度最佳球員。高四賽季場均獲得23.8分、5.3籃板、5.2助攻。米契爾入選喬治亞州明星隊參加業餘運動聯盟巡迴賽。作為一個公認的四星高中生，他承諾加入奧本大學，並放棄來自辛辛那提大學、康乃狄克大學、佛羅里達大學、喬治亞大學和克萊門森大學等大學的邀請。

## 大學生涯
在奧本大學的大一賽季，米契爾以替補控球後衛的身分登場，場均獲得3.7分、1.9助攻。在賽季結束後，他轉學到貝勒大學，但由於NCAA的轉學相關規定因此缺席整個賽季。在他休學的這一年裡，他努力訓練提高自己的整體水平，並研究了凱爾·洛瑞和杰倫·布朗森等後衛的影片。在大二賽季，米契爾成為球隊的先發球員。2019年12月18日，他在面對田納西大學馬丁分校的比賽中得到賽季最高的19分、4次助攻和4次抄截，並帶領球隊以91-63戰勝對手。米契爾在該賽季場均獲得9.9分和3.8次助攻，並且被選為12大聯盟年度最佳新秀，同時入選12大聯盟年度第三隊、年度防守第一隊和年度新秀第一隊的榮譽。
大三賽季，米契爾成為一個更好的射手以及球隊傳導者。2021年1月27日，米契爾在面對堪薩斯州大的比賽中投進7顆三分球，並獲得生涯新高的31分，最終以107比59擊敗對手。同年，米契爾在冠軍戰中他獲得15分、6籃板、5助攻，以86-70擊敗岡薩加大學，幫助貝勒大學獲得他們隊史第一座總冠軍。在該賽季他獲得萊夫蒂·德里塞爾防守球員獎，這是用來表揚NCAA一級聯賽中擁有最佳防守表現的球員獎項，還獲得NABC年度最佳防守球員、奈史密斯大學年度最佳防守球員、12大聯盟年度最佳防守球員，同時入選12大聯盟年度第一隊、年度防守第一隊。2021年4月13日，他宣布參加2021年NBA選秀，並放棄繼續參與大學籃球賽的資格。

## 職業生涯

### 沙加緬度國王（2021–2024）
米契爾在2021年NBA選秀中以首輪第9順位被沙加緬度國王選中。2021年8月5日，他與國王隊簽下新秀合約，並幫助國王隊獲得NBA夏季聯賽的冠軍。米契爾亦與卡麥隆·湯瑪斯一同獲選為聯賽MVP，並且入選聯盟第一隊。
2022年3月20日，在127-124加时负于菲尼克斯太阳队的比赛中，米契爾得到了职业生涯最高的28分，以及3个篮板和9次助攻。

## 生涯數據

### 大學
| 賽季    | 球隊     | GP   | GS   | MPG  | FG%  | 3P%  | FT%  | RPG  | APG  | SPG  | BPG  | PPG  |
| ------- | -------- | ---- | ---- | ---- | ---- | ---- | ---- | ---- | ---- | ---- | ---- | ---- |
| 2017–18 | 奧本大學 | 34   | 0    | 17.1 | .429 | .288 | .677 | 1.1  | 1.9  | .5   | .0   | 3.7  |
| 2018–19 | 貝勒大學 | 休學 | 休學 | 休學 | 休學 | 休學 | 休學 | 休學 | 休學 | 休學 | 休學 | 休學 |
| 2019–20 | 貝勒大學 | 30   | 30   | 32.4 | .409 | .324 | .663 | 2.7  | 3.8  | 1.5  | .4   | 9.9  |
| 2020–21 | 貝勒大學 | 30   | 30   | 33.0 | .511 | .447 | .652 | 2.7  | 5.5  | 1.9  | .4   | 14.1 |
| 生涯    | 生涯     | 94   | 60   | 27.1 | .459 | .376 | .661 | 2.1  | 3.6  | 1.3  | .2   | 9.0  |

## 外部連結
- 達維恩·米契爾在NBA（英语）
- 達維恩·米契爾在Basketball-Reference.com（NBA）（英语）
- 達維恩·米契爾在Sports-Reference.com（NCAA）（英语）
- 達維恩·米契爾在ESPN（NBA）（英语）
- 達維恩·米契爾在Eurobasket.com（球員）（英语）
- 達維恩·米契爾在RealGM（英语）
- 達維恩·米契爾在Proballers（英语）